# 雷濟納區
雷濟納區 （羅馬尼亞語：Rezina）是摩爾多瓦東部的一個區，東鄰德涅斯特河，面積621平方公里，首府雷濟納。2004年人口48,105人，當中大部分是摩爾多瓦人（93.0％），其次是烏克蘭人（3.5％）、俄羅斯人（2.3％）、羅馬尼亞人（0.8%）、保加利亞人（0.1％）和加告茲人（0.1%）。